# Questa cosa strana/Ancora lei
Questa cosa strana/Ancora lei è un singolo di Franco Simone, pubblicato nel 1973 come 45 giri su etichetta Ri-Fi numero RFN NP 16534.

## Tracce
- LATO A - Questa cosa strana - (F.Simone) - 4'25 Edizioni musicali Settebello
- LATO B - Ancora lei - (F.Simone) - 3'09 Edizioni musicali Ri-Fi Music

Produttore E. Leoni - Arrangiamento E. Intra